# Het dronken paar
Het dronken paar is een schilderij van Jan Steen in het Rijksmuseum in Amsterdam.

## Voorstelling
Het stelt een dronken vrouw voor die languit op een houten bank in slaap gevallen is. Met haar rechterhand houdt ze een aardewerken pijp vast. Haar linkerarm rust op de knie van de dronken man naast haar. De man is nog vol leven en houdt enthousiast een roemer omhoog. Links is een bedstede te zien en rechts staat een wijnkan op een houten ton, gemerkt met het wapen van Leiden. Op de vloer zit een poes, die in het kruis van de vrouw kijkt. Op de achtergrond is een vrouw bezig de jas van de dronken man te stelen, terwijl twee muzikanten lachend toekijken.

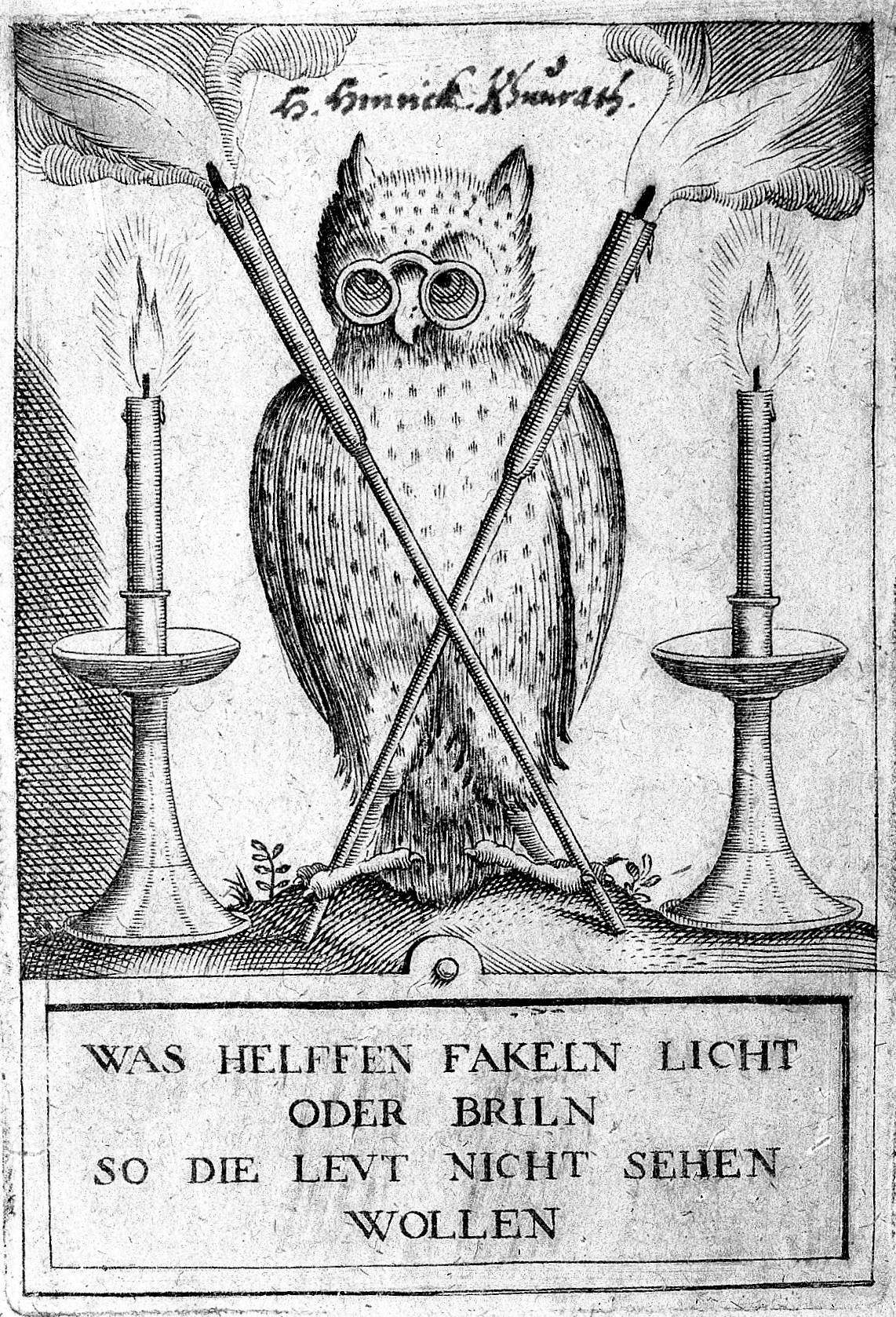
Anoniem. Was helfen Fakeln Licht oder Briln, so die Levt nich sehen wollen. 1609.

Het schilderij heeft een duidelijke moraal. De schilder hekelt niet alleen drankmisbruik, hij beeldt de twee dronkaards ook af als domme mensen. Dit wordt nog eens onderstreept door een prentje, dat aan het houten tussenschot op de achtergrond is bevestigd. Hierop is een uil te zien met daaronder de tekst:

Wat Baeter kaers of Bril / Als den vÿl niet sien en wil
(Wat hebben kaars of bril voor zin als de uil niet wil zien)

De uil stond in de 17e eeuw bekend als een dom dier, omdat hij overdag niets kon zien, ook niet met kaars of bril. Dit soort prentjes waren in de 17e eeuw ook daadwerkelijk in omloop met variërende tekst.

## Herkomst
Het werk is afkomstig uit de verzameling van de Nederlandse verzamelaar Adriaan van der Hoop. Deze liet het na zijn dood in 1854 na aan de stad Amsterdam, die het eerst van 1855 tot 1885 onderbracht in het Museum Van der Hoop en op 30 juni 1885 in bruikleen gaf aan het Rijksmuseum Amsterdam.
Adolf en Catharina Croeser aan de Oude Delft (1655) · Het dronken paar (1655-1665) · Interieur met een oude vrouw en een jongen (1656-1660) · Het oestereetstertje (1658-1660) · Portret van Jacoba Maria van Wassenaer (1660) · De wijn is een spotter (1660-1669) · Kinderen leren een poes dansen (1660-1679) · Het Driekoningenfeest (1662) · Het Sint-Nicolaasfeest (1665-1668) · Het vrolijke huisgezin (1668) · 'Soo voer gesongen, soo na gepepen' (1668-1672) · Mozes en de kroon van de farao (1670) · Boerenbruiloft (1672) · Simson beledigd door de Philistijnen (1675-1676)